# Julius Stoop
Julius (Jules) Stoop (Amsterdam, 3 juni 1883 - Territet, Zwitserland, 1 april 1942) was een Nederlandse regisseur, cameraman, oprichter van het filmbedrijf Polygoon en pionier van de Nederlandse documentairefilm.
Julius Stoop komt in 1913 bij de N.V. Filmfabriek Hollandia werken onder Maurits Binger. Mede door de kennis van de techniek van de fotografie en zijn geslaagde studie chemie krijgt hij al gauw de promotie van afdelingshoofd van de documentatie, nadat Daniel de Clercq opgestapt was naar een andere bedrijfsfunctie. In 1915 regisseert Stoop de allereerste Koninginnedag op filmmateriaal. Het bedrijf kent een enorme bloei en Stoop krijgt zelfs landelijke erkenning vanwege zijn docu-film De Staatsmijnen (1918). Het jaar erop komt echter de kentering en komt het filmbedrijf in een financiële malaise terecht. Stoop trekt zijn conclusies en stapt op bij het bedrijf in december 1919. Hij richt hetzelfde jaar nog het filmbedrijf Polygoon op dat de eerste jaren vooral reclame- en schoolfilms maakt, vanaf 1921 wordt er veel geld verdiend met de vakbondsfilm en later ontstaat het Polygoon-journaal. Stoop trekt zich in 1923 terug uit het bedrijf en richt zich opnieuw op de fotografie. Hij vestigt zich nadien in Territet, vlak bij Montreux in Zwitserland en begint een eigen zaak die zich bezighoudt met portretfoto's, ontwikkeling en het verhandelen ervan. Stoop overlijdt in 1942 op 58-jarige leeftijd in Territet.